# Tarek El-Said
Tarek Mohamed El-Said Aly Abdo (in arabo طارق السعيد‎?; Tanta, 5 aprile 1978) è un ex calciatore egiziano, di ruolo centrocampista.

## Carriera

### Club
Ha giocato nel campionato egiziano, vincendolo 5 volte, oltre ad una stagione in quello belga.

### Nazionale
Con la maglia della Nazionale egiziana ha collezionato 61 presenze e 3 convocazioni per la Coppa d'Africa.

## Palmarès

### Club
- Campionato egiziano: 5

Zamalek: 2000-01, 2002-03, 2003-04
Al Ahly: 2006-07, 2007-08
- Coppa d'Egitto: 2

Zamalek: 1998-99
Al Ahly: 2006-07
- Supercoppa d'Egitto: 1

Zamalek: 2001

### Individuale
- Capocannoniere del campionato egiziano: 1

2000-2001 (13 gol)